# Abruzzengems
De abruzzengems (Rupicapra pyrenaica ornata) is een soort uit de familie der holhoornigen (Bovidae). De wetenschappelijke naam van de soort werd voor het eerst geldig gepubliceerd door Oskar Neumann in 1899. De abruzzengems is endemisch voor de Abruzzen in Italië.

## Geschiedenis en verspreiding
De afgelopen eeuwen zijn de aantallen van de abruzzengems relatief laag geweest, maar namen pas toe in de jaren 20 van de twintigste eeuw toen er beschermingsmaatregelen werden genomen. Gedurende de Tweede Wereldoorlog stortte de populatie weer in tot slechts enkele tientallen individuen in het Nationaal park Abruzzo, Lazio e Molise. Naderhand werd de soort opnieuw beschermd en vonden er herintroducties plaats in het Nationaal park Majella en het Nationaal park Gran Sasso e Monti della Laga. Hierdoor konden de populatie zich herstellen. Anno 2006 werd hun aantal op 1.100 individuen geschat, verdeeld over drie deelpopulaties. Tussen 2008 en 2010 vond ook een herintroductie plaats in het Nationaal park Monti Sibillini. Verder terug in het Holoceen kwam de soort voor van Monti Sibillini (regio Marche) tot aan de Pollino (regio Calabrië). Abruzzengemzen worden aangetroffen tussen hoogten van 400 en 2.800 meter boven zeeniveau.

## Bescherming
De abruzzengems staat op Appendix II van de Conventie van Bern, Annex II* en Annex IV van de Habitatrichtlijn, Appendix I van het CITES-verdrag en als speciaal beschermde soort in de Italiaanse jachtwet. Op de Rode Lijst van de IUCN wordt de abruzzengems als kwetsbaar beoordeeld.